# JAC 리파인 R3
JAC 리파인 R3(영어: JAC Refine R3)는 JAC 자동차에서 생산 중인 소형 MPV이다.

## 개요

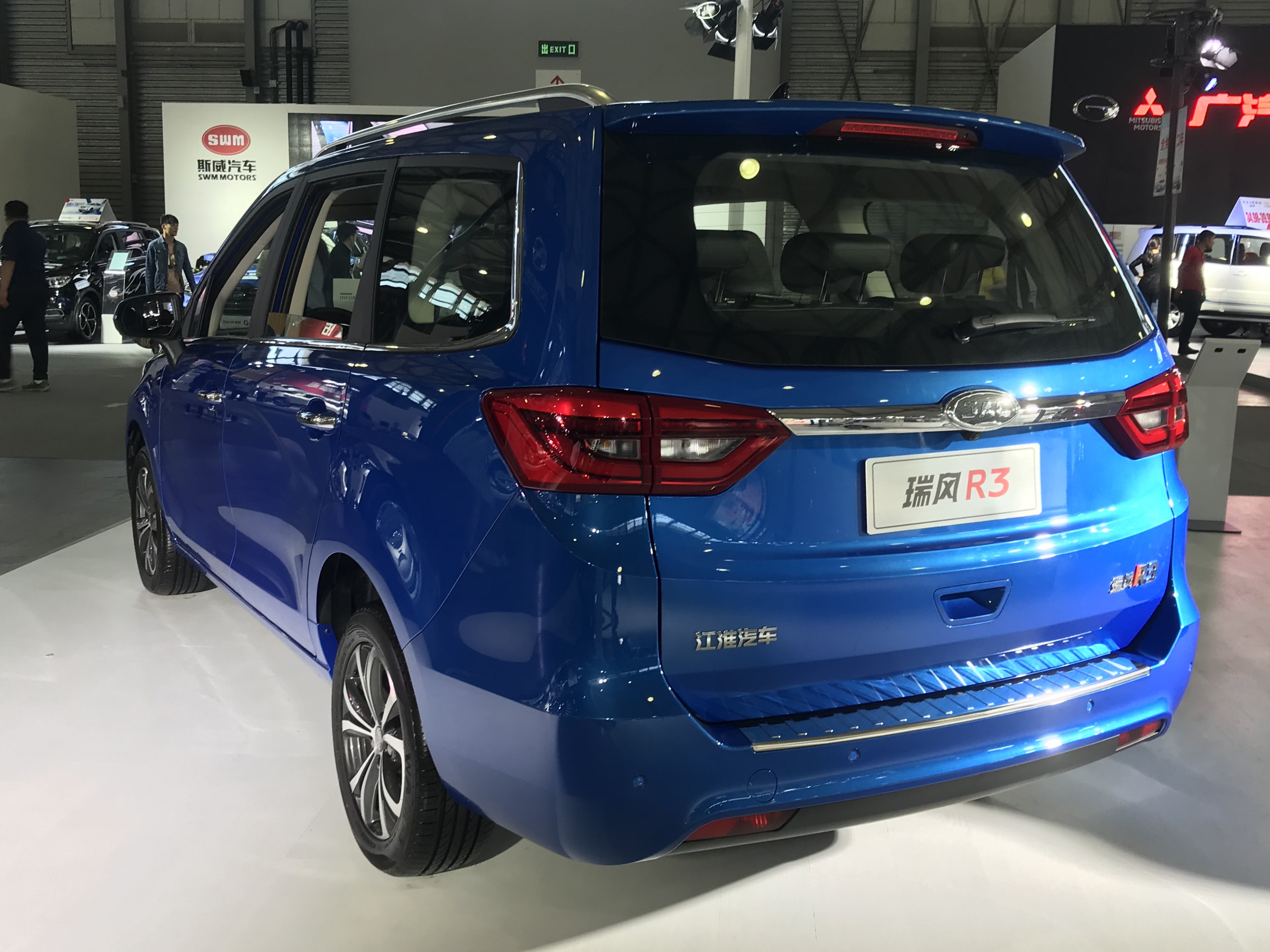
리파인 R3의 후면

2017년 광저우 오토쇼에서 64,800위안에서 90,800위안 사이의 가격으로 공개되었다.이 차는 2-2-3 구성에서 7인승이며 리파인 M2와 리파인 M3 사이에 위치해 있었다.
최고출력은 120hp 및 155Nm의 1.6리터 인라인 4 엔진에서 나오며, 이 엔진은 앞바퀴에 동력을 공급하는 5단 수동 기어박스와 짝을 이루고 있다.